# Bartramia piligera
Bartramia piligera là một loài rêu trong họ Bartramiaceae. Loài này được Hampe Müll. Hal. mô tả khoa học đầu tiên năm 1900.